# Boża Wola (Mińsk)
Pour les articles homonymes, voir Boża Wola.
Boża Wola (prononciation : [ˈbɔʐa ˈvɔla]) est un village polonais de la gmina de Siennica dans le powiat de Mińsk de la voïvodie de Mazovie dans le centre-est de la Pologne.

## Histoire
De 1975 à 1998, le village appartenait administrativement à la voïvodie de Siedlce.